# .32 rimfire

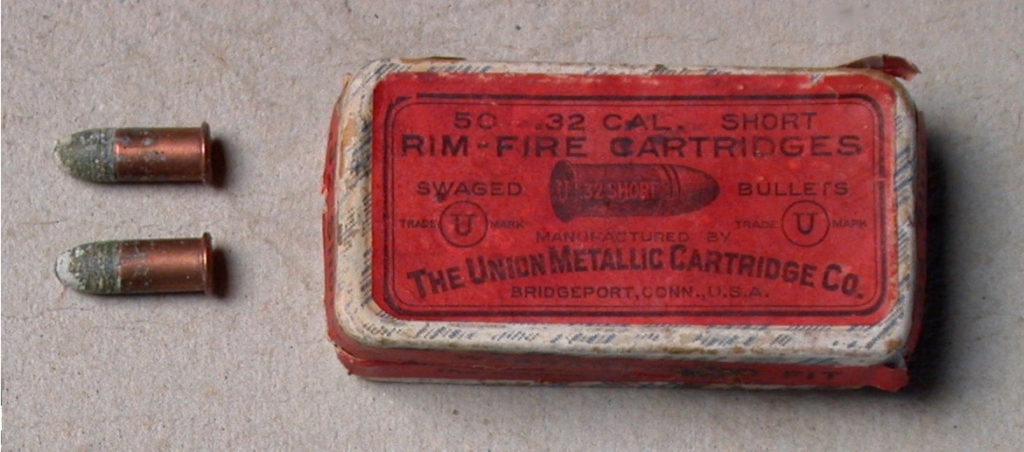
O cartucho .32 rim-fire UMC.

Cartucho de fogo circular .32  (em inglês .32 rimfire), é a designação de uma famíla de cartuchos para revólveres e rifles fabricados do final do século XIX ao início do século XX. Esses cartuchos eram fabricados em sua maioria, nos modelos curto e longo, mas também foram oferecidos os modelos extra curto, "long rifle" (LR) e extra longo. Os fabricantes dos Estados Unidos, descontinuaram a produção do calibre .32 rimfire depois que o país entrou na Segunda Guerra Mundial em 1941.

## Variantes
- .32 Curto (Short) - 24,1 mm (1860)
- .32 Longo (Long) - 32 mm (1860)
- .32 Extra Longo (Extra Long) - 32 mm